# تورستراپیب
تورستراپیب (انگلیسی: Torcetrapib) دارویی بود که برای درمان کلسترول خون بالا (سطوح کلسترول بالا) و پیشگیری از بیماری‌های قلبی عروقی تولید شد. توسعه آن در سال ۲۰۰۶ متوقف شد، زمانی که مطالعات فاز III مرگ و میر بیش از حد به هر علت را در گروه درمانی دریافت کننده ترکیبی از آتورواستاتین (Lipitor) و تورستراپیب نشان داد.

## کاربرد
تورستراپیب برای کاهش بیماری‌های قلبی عروقی یا خطر مرگ در افرادی که قبلاً داروی استاتین مصرف می‌کنند، یافت نشده است.

## سازوکار
این دارو (به عنوان یک مهارکننده CETP) با مهار پروتئین انتقال کلسترول (CETP) عمل می‌کند، که معمولاً کلسترول را از کلسترول HDL به لیپوپروتئین‌های با چگالی بسیار کم یا لیپوپروتئین‌های کم چگالی (VLDL یا LDL) منتقل می‌کند. مهار این فرآیند باعث افزایش سطح کلسترول HDL و کاهش سطح کلسترول LDL می‌شود.